# توم كول
توم كول (بالإنجليزية: Tom Cole) (و. 1949 – م) هو سياسي، وبروفيسور، وكاتب سيناريو، من الولايات المتحدة الأمريكية، ولد في شريفبورت، هو عضوٌ في الحزب الجمهوري.

## مناصب
تولى منصب عضو مجلس النواب الأمريكي، وعضو مجلس شيوخ ولاية أوكلاهوما.

## التعليم
تعلم في Grinnell College ‏، وجامعة ييل، وجامعة أوكلاهوما.